# الكويت في بطولة العالم لألعاب القوى 2011
شاركت الكويت في منافسات بطولة العالم لألعاب القوى 2011 في الفترة من 27 أغسطس الي 4 سبتمبر 2011 في دايجو ، كوريا الجنوبية . قامت الكويت بالاعلان عن ريضي واحد لتمثيل البلاد في الحدث.  وظهر في قائمة البداية الرسمية رياضي آخر، وهو رامي المطرقة علي محمد الزنكاوي . 

## نتائج

### الرجال
| الرياضي          | حدث         | المقدمات       | المقدمات | تسخينات        | تسخينات | الدور نصف النهائي | الدور نصف النهائي | أخير           | أخير     |
| الرياضي          | حدث         | وقت عرض ارتفاع | رتبة     | وقت عرض ارتفاع | رتبة    | وقت عرض ارتفاع    | رتبة              | وقت عرض ارتفاع | رتبة     |
| ---------------- | ----------- | -------------- | -------- | -------------- | ------- | ----------------- | ----------------- | -------------- | -------- |
| محمد العازمي     | 800 متر     |                |          | 1:46.64        | 14      | لم يتم الانتهاء   |                   | لم يتقدم       | لم يتقدم |
| علي محمد الزنكوي | رمي المطرقة | 75.35          | 13       |                |         |                   |                   | لم يتقدم       | لم يتقدم |

## روابط خارجية
- الموقع الرسمي للجنة المنظمة المحلية
- الموقع الرسمي لمسابقة الاتحاد الدولي لألعاب القوى

قالب:Nations at the 2011 World Championships in Athletics